# Torneo de Auckland 2013
El Torneo ATP 250 de Auckland de 2013 (conocido por motivos comerciales como 2013 Heineken Open) es un evento de tenis masculino perteneciente al ATP World Tour. Se disputa en canchas duras, dentro de las instalaciones del ASB Tennis Centre en Auckland, Nueva Zelanda. Tiene lugar entre el 7 y el 12 de enero de 2013.

## Cabeza de serie

### Individuales
| Tenista               | Ranking | Preclasificado |
| David Ferrer          | 5       | 1              |
| Philipp Kohlschreiber | 20      | 2              |
| Tommy Haas            | 21      | 3              |
| Sam Querrey           | 22      | 4              |
| Jerzy Janowicz        | 26      | 5              |
| Jürgen Melzer         | 29      | 6              |
| Martin Kližan         | 30      | 7              |
| Thomaz Bellucci       | 33      | 8              |

- Ranking al 31 de diciembre de 2012

### Dobles
| Tenista                         | Ranking | Preclasificado |
| Alexander Peya Bruno Soares     | 41      | 1              |
| Santiago González Scott Lipsky  | 59      | 2              |
| Julian Knowle Filip Polášek     | 69      | 3              |
| Daniele Bracciali Oliver Marach | 72      | 4              |

- Ranking al 31 de diciembre de 2012

## Campeones

### Individual masculino
David Ferrer venció a  Philipp Kohlschreiber 7-6(7-5) 6-1

### Dobles masculino
Colin Fleming /  Bruno Soares vencieron a  Johan Brunstrom /  Frederik Nielsen por 7-6(7-1) 7-6(7-2)